# Northumberland County (New Brunswick)
Der Northumberland County liegt im Nordosten der kanadischen Provinz New Brunswick an der Atlantikküste. Größte Stadt des Countys ist Miramichi, wo auch der Countysitz liegt. Der County hat 44.952 Einwohner (Stand: 2016).
2011 betrug die Einwohnerzahl 48.355 auf einer Fläche von 12.932,70 km² und ist damit der größte County in New Brunswick.

## Städte und Gemeinden
| Name        | Status | Fläche km² | Einwohner | Ew./km² |
| ----------- | ------ | ---------- | --------- | ------- |
| Miramichi   | Stadt  | 179,93     | 17.811    | 99,0    |
| Neguac      | Dorf   | 26,69      | 1.678     | 62,9    |
| Rogersville | Dorf   | 7,23       | 1.170     | 161,8   |
| Blackville  | Dorf   | 21,73      | 990       | 45,6    |
| Doaktown    | Dorf   | 28,74      | 793       | 27,6    |